# Incidente ferroviario dei Giovi
L'incidente ferroviario di Pian dei Giovi si verificò nel comune di Serra Riccò in provincia di Genova  l'11 agosto 1898 alle ore 20 circa, quando un treno merci senza controllo a causa della morte per asfissia del personale ferroviario avvenuta all'interno della galleria dei Giovi, si scontrò con un treno viaggiatori fermo presso la stazione di Piano Orizzontale dei Giovi, provocando 9 morti e oltre 100 feriti.

## L'incidente

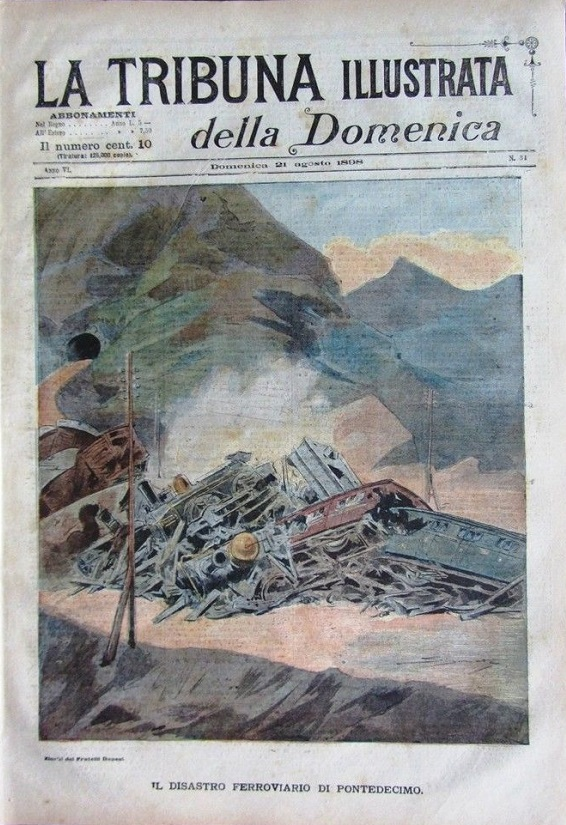
L'incidente dei Giovi sulla Tribuna Illustrata della Domenica del 21 agosto.

Il treno 120, partito da Genova alle 18:05 e diretto a Ronco Scrivia, mentre era fermo presso la stazione di Piano Orizzontale dei Giovi, venne investito verso le 20 dal treno merci 3182, proveniente da Lodi e diretto a Genova, che procedeva senza controllo in quanto il personale di macchina e i frenatori erano infatti morti durante l'attraversamento della galleria a causa dell'asfissia.
La tragedia venne raccontata da un testimone, il signor Villavecchia di Genova, che era sul treno assieme ai suoi tre figli, in un articolo pubblicato sul quotidiano Il Secolo XIX:
Intuì, come in un lampo, quello che accadeva. Alzatomi come spinto da una scossa elettrica, afferrai le mie tre creature, e le lanciai fuori dal carrozzone, precipitandomi dietro ad esse; poi vidi, come in una visione terrificante quello che era seguito. Cinque o sei carrozzoni, i primi che subirono l'urto del treno merci rincularonte, volarono in pezzi, ma che dico! in ischegge minute, come disfatti da una forza gigantesca annientati. Da ogni parte mi ferivano l'orecchio gemiti di feriti, urla di dolore e di rabbia dei dilaniati, mezzo sfracellati, trascinatesi per terra e lasciando dietro a loro brandelli di carne e frantumi di ossa; udii imprecazioni contro la ferrovia chiamata in colpa di tanto disastro; poi chiazze di sangue, e qua e là visi incadaveriti dall'asfissia... Sottrassi me ed i miei figli da quel disumano spettacolo, perché era da perderne la ragione.»
All'una di notte arrivò sul luogo dell'incidente l'ispettore generale delle ferrovie, il commendator Noghera, assieme all'ispettore medico delle ferrovie, il dottor Paganini, che aiutarono il cassiere generale della Banca di Savona che non era ferito gravemente e assicurarono che i morti erano nove.

## Cause
In quel periodo le locomotive a vapore in servizio sulle linee ferroviarie italiane venivano alimentate con economiche mattonelle di carbone prodotte con un impasto di pece, catrame e polvere di carbone. Il fornitore unico di quelle mattonelle di carbone era l'azienda Carbonifera di Novi Ligure, di proprietà dell'onorevole Edilio Raggio. Tali mattonelle avevano la caratteristica di esalare fumi venefici, al punto che durante l'attraversamento di lunghe gallerie i ferrovieri dovevano coprirsi bocca e naso con bende ben bagnate per non intossicarsi. La galleria dei Giovi, che all'epoca della sua inaugurazione era il tunnel ferroviario più lungo al mondo, era particolarmente insidiosa per via della pendenza e della lunghezza del tunnel: per essere percorsa occorrevano nove minuti in salita e undici in discesa, e all'uscita ai macchinisti veniva abitualmente somministrato un bicchiere di latte utilizzato come disintossicante.

## Elenco delle vittime
Nell'incidente morirono nove persone, di seguito l'elenco delle vittime risultanti dal registro degli atti di morte del comune di Serra Riccò:
- Ferdinando Maestri (Pietra Marazzi, 15 marzo 1856) - capo conduttore ferroviario[5]
- Luigi Biga (Torino, 6 gennaio 1850) - frenatore[5]
- Bernardino Bono (Sommariva del Bosco, 11 maggio 1855) - frenatore[5][6]
- Enrico Panfietti (Massa, 9 marzo 1854) - frenatore[6]
- Tomaso Cardellino (Torino, 17 marzo 1858) - macchinista[6]
- Luca Barlassina (Monza, 13 marzo 1877) - fuochista[6]
- Giacomo Alberto (Nucetto, 6 maggio 1866) - fuochista[7]
- Luigi Astengo (Savona, circa 1887)[7] e sua madre:
- Albertina Bartoli (Savona, circa 1855)[7]

Le fonti giornalistiche di allora confermano il numero dei morti ma riportano tra le vittime la presenza di un secondo bambino ed alcune discrepanze nei nominativi:
- Biga, frenatore.
- Bono, frenatore.
- Bruschelli, macchinista.
- Cardellini, macchinista e suo figlio.
- Giuseppe Maestri, capo-conduttore, da Genova.
- Panfietti, frenatore.
- Albertina Bartoli, coniugata Astengo, e il figlio Luigi[8].

## Conseguenze dell'incidente
La ferrovia Torino-Genova era gestita dalla Società per le Strade Ferrate del Mediterraneo dal 1885; nel 1905 venne nazionalizzata e la gestione passò alle Ferrovie dello Stato. Il tratto dei Giovi venne elettrificato a corrente alternata trifase nel 1922 e convertito a corrente continua quarant'anni dopo, nel 1962.
Nel periodo 1898-1899 ci furono altri tre incidenti simili causati dall'asfissia (a Campo Ligure, Novi Ligure e Campogalliano) che non provocarono vittime. La commissione d'inchiesta aperta in seguito a questi incidenti chiese che il carbone venisse acquistato in Inghilterra. L'onorevole Edilio Raggio si oppose, ma venne denunciato e fu perciò costretto a costruire un impianto di pulitura dei carboni nel 1902. L'azienda Carbonifera di Novi Ligure continuò comunque a vendere il carbone alle ferrovie, fino alla chiusura dell'azienda medesima nel 1934.

## Galleria d'immagini

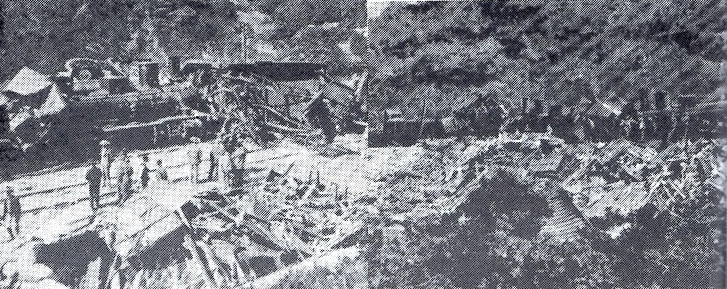
Due immagini dell'incidente ferroviario dei Giovi.
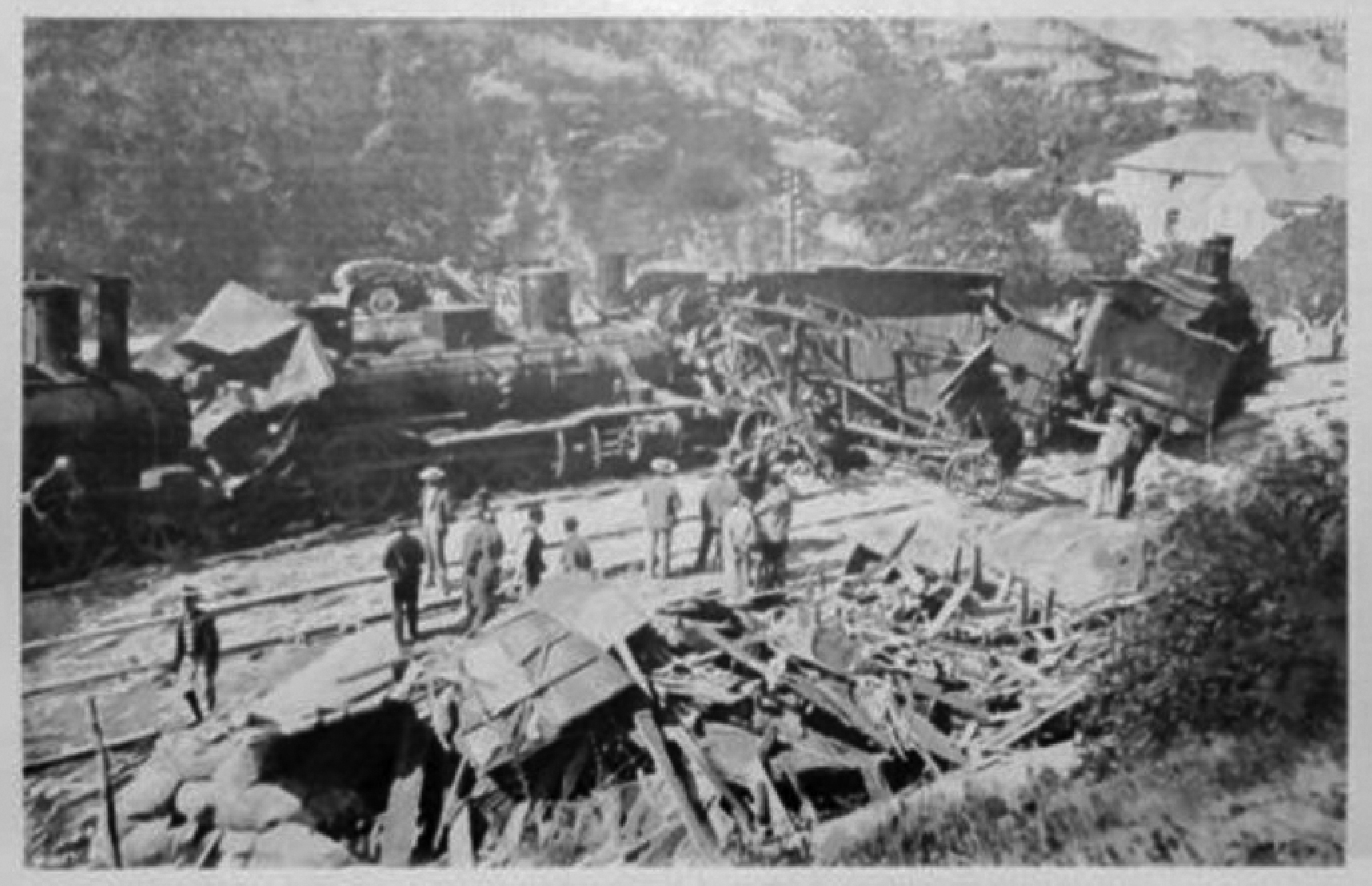
Una immagine della locomotiva.
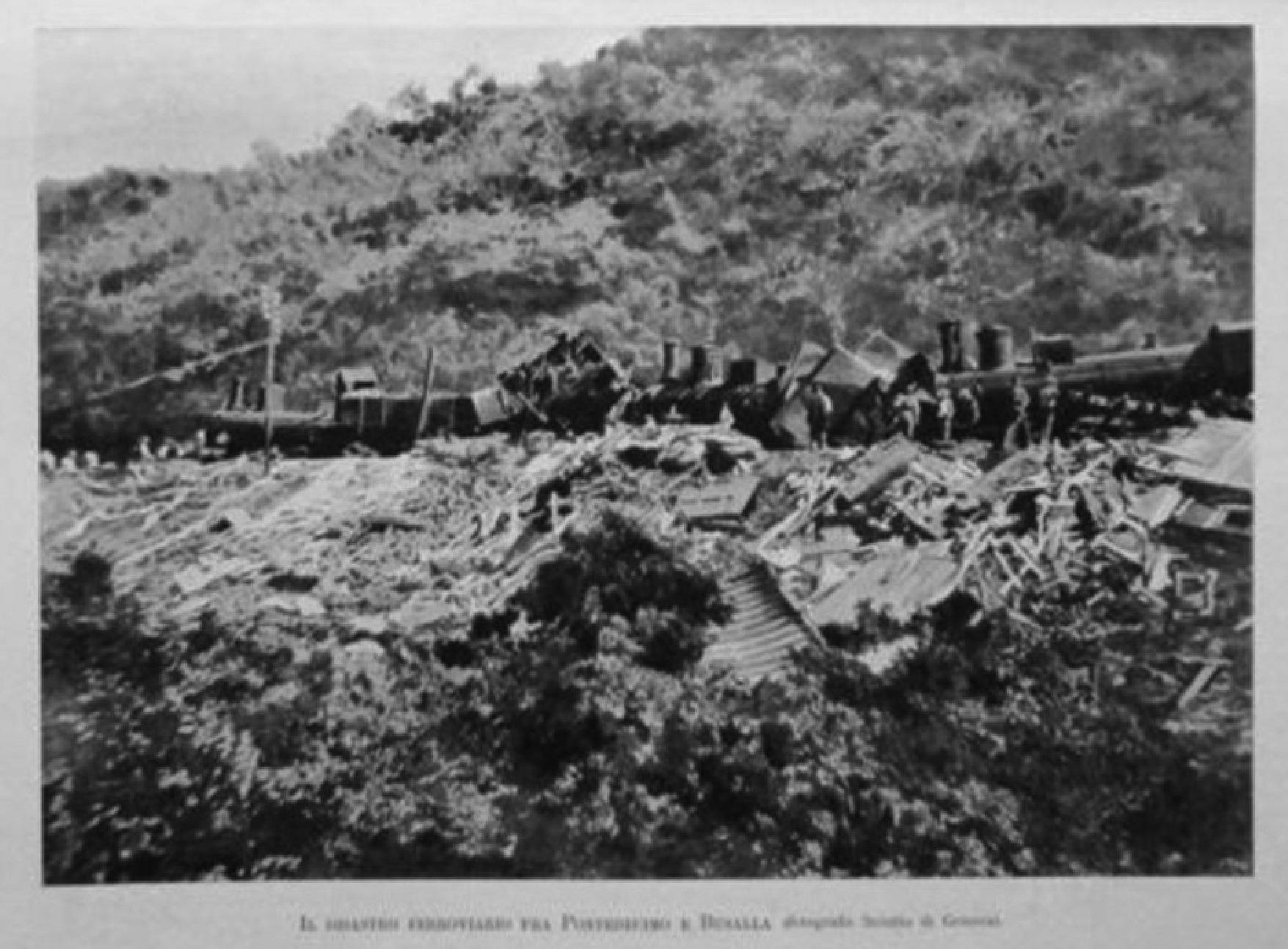
Una immagine del convoglio.
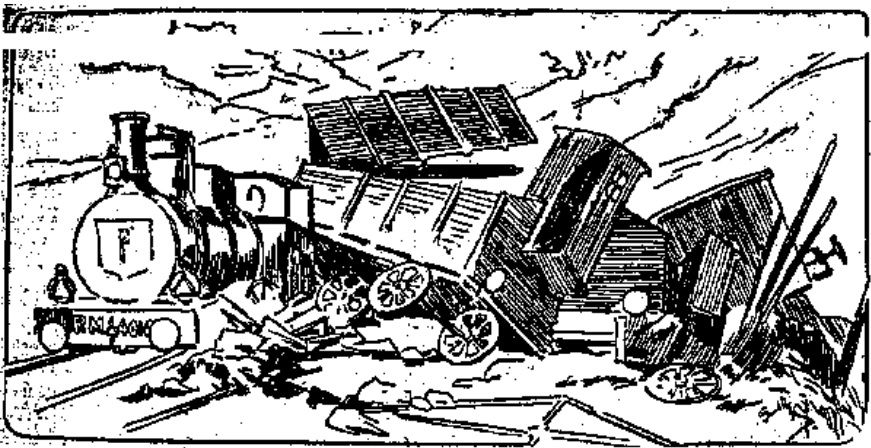
Lo schizzo dell'incidente ferroviario di Pian dei Giovi, pubblicato dal Secolo XIX il 12 agosto 1898.